# Teatre elisabetià

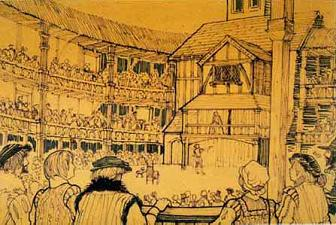
Teatre elisabetià

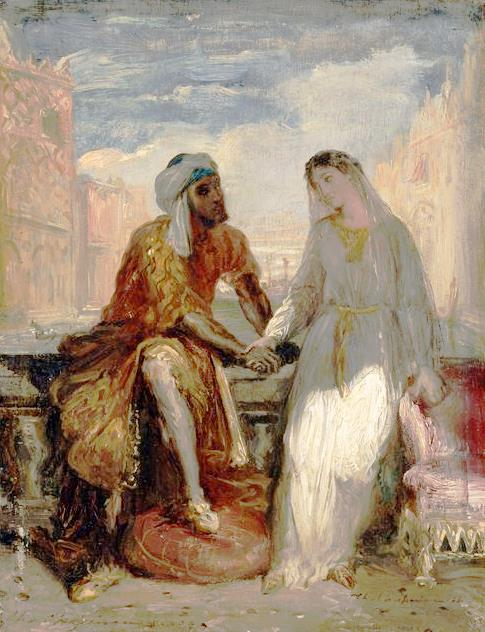
Otel·lo i Desdèmona, inspirat en Otel·lo, de Shakespeare

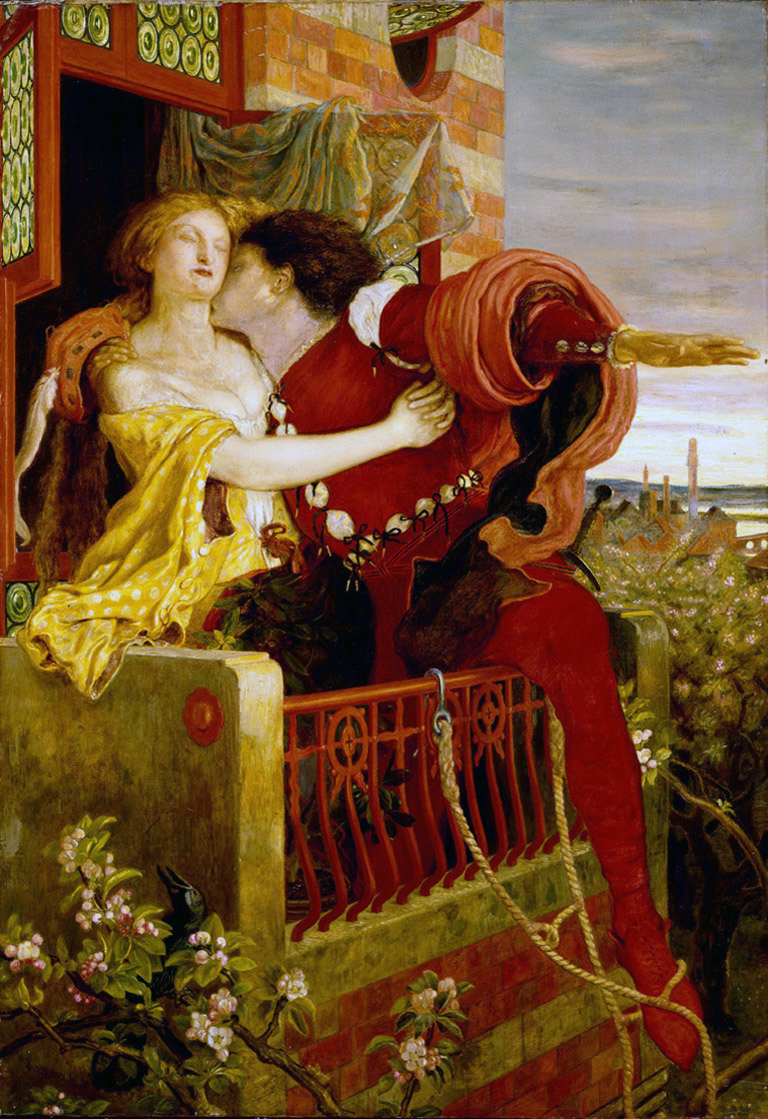
Romeu i Julieta, quadre de Ford Madox Brown

El teatre elisabetià és el període del renaixement del teatre professional profà a Anglaterra, que comença amb la inauguració del primer teatre comercial, The Theatre, a Londres,el primer incendi del teatre de Shakespeare, The Globe. D'aquesta època són grans noms de la dramatúrgia anglesa, com l'esmentat William Shakespeare, Christopher Marlowe, Thomas Kyd i Ben Jonson.
Bona part d'aquest temps va regnar Elisabet I a Anglaterra. Va ser una època políticament conflictiva i socialment influïda per l'humanisme europeu. S'associa tradicionalment a la figura de William Shakespeare (1564-1616).

## Característiques
Els autors anglesos es van interessar per la producció d'Itàlia i a través d'ella van accedir a la cultura clàssica, fet que va impulsar el teatre en recuperar els models grecollatins de la tragèdia i la comèdia i proporcionar nous temes per a les obres de l'època, de regust mitològic. La innovació anglesa va ser dotar de més realisme als personatges, fet que els va apropar al poble, ja que el teatre era un espectacle de masses i interclassista.
L'èxit es devia a la quantitat d'obres representades i a les relacions socials establertes durant les funcions, on primava el text teatral sobre el vestuari o el decorat.